# Belagerung von Mons
Philippsburg – Koblenz – Walcourt – Bantry Bay – Mainz – Bonn – Fleurus – Beachy Head – Boyne – Staffarda – Québec – Mons – Cuneo – Leuze – Aughrim – Barfleur/La Hougue – Namur 1 – Steenkerke – Lagos – Neerwinden – Marsaglia – Charleroi – Torroella – Camaret – Texel – Sant Esteve d'en Bas – Gerona – Dixmuyen – Namur 2 – Brüssel –  Ath – Cartagena – Barcelona
Die Belagerung von Mons im Frühjahr 1691 fand während des Neunjährigen Krieges zwischen einer spanischen Garnison und der französischen Belagerungsarmee statt. Unter dem nominellen Kommando von Ludwig XIV. standen die Truppen unter dem Befehl von Louis-François de Boufflers. Die eigentliche Belagerung leitete Sébastien Le Prestre de Vauban. Eine Entsatzarmee der Alliierten unter Wilhelm III. kam nicht zum Einsatz. Die Belagerung endete mit der Kapitulation der Stadt.

## Vorgeschichte
Die spanischen Niederlande wurden zum Hauptschauplatz des Krieges. Im Jahr 1690 erlitten die Alliierten bei Fleurus eine schwere, aber letztlich nicht entscheidende Niederlage.
Im folgenden Jahr plante der französische Kriegsminister François Michel Le Tellier de Louvois, unter Einsatz einer großen Armee von 66.000 Mann die Stadt Mons zu erobern. Diese war eine wichtige Grenzfestung der Alliierten. Ihre Eroberung würde möglicherweise den Weg nach Brüssel eröffnen, wo sich die Hauptbasis der Koalition befand. Ein Vorteil für die Angreifer war, dass Mons relativ isoliert lag und nicht so schnell Unterstützung von benachbarten Festungen erhalten konnte. Außerdem lag sie nahe der französischen Grenze, was die Versorgung einer Belagerungsarmee erleichterte. Hinzu kam, dass die Festungsanlagen nicht mehr auf dem neuesten Stand waren. Die Stadt mit etwa 5.000 Einwohnern lag auf einem Hügel und war noch von einer mittelalterlichen Stadtmauer umgeben. Die neueren Festungsanlagen wiesen Schwächen auf. So gab es Bereiche vor der Stadt, die nicht vom Kreuzfeuer der Verteidiger erreicht werden konnten. Der schwächste Punkt lag im Osten in der Nähe des Bertemont-Tores. In der Stadt lagen nur 5.000 Soldaten in ihren Winterquartieren.
Die Belagerung wurde sorgfältig und vom Gegner unbemerkt vorbereitet. Es wurden große Lager mit Lebens- und Futtermittelvorräten angelegt und es wurden 20.000 Arbeiter für Schanzarbeiten zusammengezogen. Ebenso wurden die Belagerungsgeschütze aus 130 Kanonen und 45 Mörsern bereitgestellt.

## Verlauf
Die Alliierten hatten mit einem Angriff auf Mons nicht gerechnet. Der Angriff erfolgte so früh im Jahr, als sich die Truppen noch in den Winterquartieren befanden.

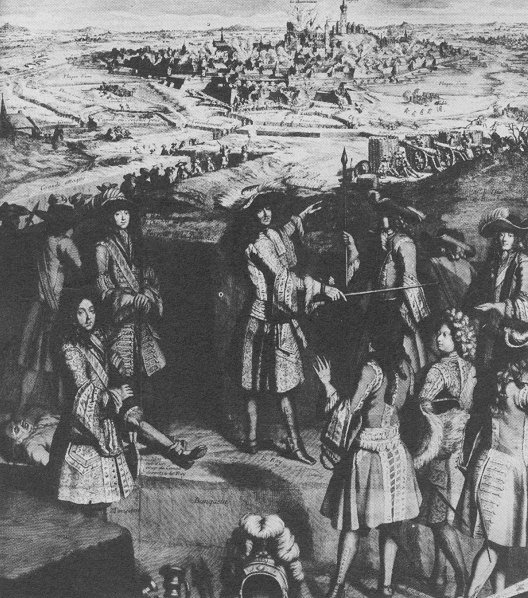
Ludwig XIV. bei der Belagerung von Mons

Die eigentlichen französischen Belagerungstruppen etwa 40.000 Mann wurden von Boufflers kommandiert. Eine weitere Armee aus 16.000 unter Louis de Crévant, duc d’Humières sollte verhindern, dass benachbarte alliierte Festungen Soldaten zur Hilfe von Mons schicken konnten. Eine kleine Truppe von 5000 Mann beobachtete die gegnerischen Bewegungen bei Namur, Huy, Lüttich und Maastricht. Weitere 3000 Mann besetzten Trier, um die Brandenburger Truppen in Jülich und Kleve zu behindern.
Die Belagerung begann am 15. März. Für die technische Seite war Vauban zuständig. Ludwig XIV. war selbst bei der Belagerung anwesend. Am 18. März ließ Vauban mit der Anlage von Laufgräben und anderen notwendigen Anlagen beginnen. Vauban konzentrierte die Hauptanstrengungen auf die Gegend beim Bertemont-Tor. Insgesamt wurden rund um die Stadt Circumvallations-Linien in einer Gesamtlänge von siebenundzwanzig Kilometern errichtet.
Die Verteidiger hatten Teile der Gegend unter Wasser gesetzt. Vauban setzte 20.000 Arbeiter ein, um Kanäle graben zu lassen, die das Wasser ableiteten. Die Belagerungsgeschütze wurden auf hölzernen Gestellen montiert, die ein Einsinken in den feuchten Boden verhindern sollten. Am 27. März begann die Beschießung. Das Bombardement löste in Mons einige Brände aus. Die Verteidiger öffneten erneut die Schleusen und einige Geschütze versanken im Schlamm. Vauban verlegte den Schwerpunkt der Belagerung etwas weiter nach Norden, wo ein etwas erhöhtes Gelände den Angriff auf zwei Hornwerke vor dem Betremont-Tor erlaubte.
Der Gouverneur der Stadt Fürst Berghes war anfangs zuversichtlich, die Stadt lange genug halten zu können, bis Wilhelm III. mit einer Entsatzarmee zur Hilfe kommen würde. Wilhelm bemühte sich eine ausreichend starke Armee zusammenzubekommen. Friedrich III. von Brandenburg sagte ihm seine Unterstützung zu.
Die Beschießung durch die Franzosen führte zur Zerstörung weiter Teile der Stadt und auch die Geschütze der Verteidiger wurden teilweise ausgeschaltet. Die Laufgräben rückten immer näher an die Hornwerke heran.

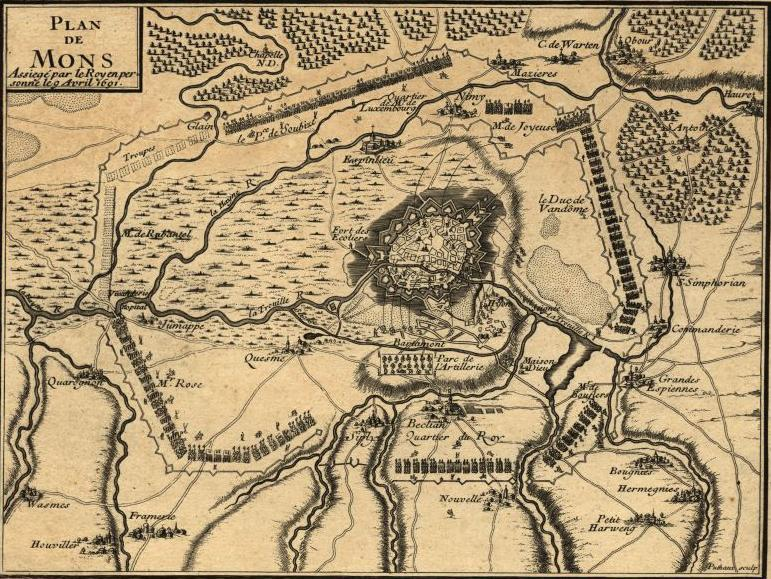
Zeitgenössischer Plan der Belagerung

Wilhelm III. hatte erhebliche Schwierigkeiten, weil die Jahreszeit für die Versorgung der Truppen nicht geeignet war. Ohne die nötigen Futtermittel für die Pferde, konnte der Marsch seiner Armee aus 50.000 Mann in Richtung Mons nicht erfolgen. Der spanische Gouverneur Francisco Antonio de Agurto, Marquis de Gastañaga lieferte schließlich die nötigen Vorräte. Inzwischen war aber Marschall François-Henri de Montmorency-Luxembourg mit einer gleichstarken Armee herangekommen, um die Belagerungsarmee zu decken.
Auf der Seite der Belagerer waren die Vorbereitungen abgeschlossen worden und die Geschütze griffen die Hornwerke und weitere Verteidigungsanlagen verstärkt an. Insgesamt wurden während der ganzen Zeit der Belagerung 106.000 Kanonenkugeln, 7000 Bomben, 40.000 Granaten und 1000 Tonnen Schießpulver verbraucht.
Nach französischen zeitgenössischen Berichten führte die Beschießung zum Entstehen einer teilweisen Bresche und es kam zu einem ersten Sturmangriff, der abgeschlagen wurde. Nach weiteren Beschießungen wurde eine zweite Bresche geschlagen und ein weiterer Angriff war erfolgreicher, was letztlich zur Aufgabe führte.
Die neuere Forschung macht andere Gründe für die Aufgabe verantwortlich. Unter der Zivilbevölkerung wuchs nach der Zerstörung der Stadt der Drang nach einer Übergabe. Es kam sogar zu Demonstrationen unter der Führung von zwei Priestern, die eine Übergabe forderten. Als der Gouverneur mitteilte, dass Wilhelm III. nur noch wenige Tage entfernt sei, bekam er die Antwort, dass man sich lieber dem französischen König ergeben, als von einem Häretiker gerettet werden wolle. Zur Bereitschaft, die Stadt zu übergeben, hat sicher auch beigetragen, dass die Franzosen ankündigten, eine Kontribution von 100.000 Écus für jeden Tag der Belagerung zu erheben. Unter dem Druck der Einwohner blieb dem Fürsten Berghes nichts anderes übrig, als mit den Franzosen über eine Übergabe zu verhandeln.

## Folgen
Es wurde eine ehrenvolle Kapitulation vereinbart und die Belagerung endete am 10. April. Nach dem Ende der Belagerung kehrte Ludwig XIV. nach Versailles zurück. Offiziell wurde der Erfolg als sein eigener Sieg angesehen und es wurden Dankmessen abgehalten. Zur Verherrlichung entstanden Gemälde, die die Belagerung zeigten.
Für die Alliierten war der Verlust von Mons eine schwere Niederlage. Die Franzosen legten in die Stadt eine starke Garnison und begannen sofort die Befestigungen zu reparieren. Ein Großteil der Truppen kehrte zunächst in die Winterquartiere zurück.
Während der Belagerung wurden, obwohl die Niederschlagung des irischen Aufstandes noch nicht völlig beendet war, die englischen Truppen von etwa 10.000 auf über 50.000 Mann in den Niederlanden stark aufgestockt. Dennoch blieben die Franzosen unter dem Oberbefehl von Luxembourg, nachdem der Feldzug wieder aufgenommen wurde, zunächst in der Offensive. Es wurde die Festung Halle im Mai des Jahres genommen. Boufllers ließ Lüttich bombardieren. Im September schlug Luxembourg den alliierten Befehlshaber Georg Friedrich von Waldeck bei Leuze. Mons fiel 1697 im Frieden von Rijswijk an die spanischen Niederlande zurück.